# Plaice Island
Plaice Island (von englisch plaice ‚Scholle‘) ist eine Insel vor der Graham-Küste des Grahamlands auf der Antarktischen Halbinsel. Sie gehört zu den Fish Islands an der Nordseite der Einfahrt zur Holtedahl Bay und liegt westlich von Mackerel Island.
Teilnehmer der British Graham Land Expedition (1934–1937) unter der Leitung des australischen Polarforschers John Rymill kartierten sie. Das UK Antarctic Place-Names Committee benannte sie 1959 in Anlehnung an die Benennung der Inselgruppe, zu der sie gehört.